# Brandy Norwood
 Der er for få eller ingen kildehenvisninger i denne artikel, hvilket er et problem. Du kan hjælpe ved at angive troværdige kilder til de påstande, som fremføres i artiklen.

Brandy Rayana Norwood (født 11. februar 1979 i McComb, Mississippi), normalt kun omtalt ved fornavnet Brandy, er en amerikansk skuespiller, sanger og Grammy Award-vinder i kategorien R&B (Rhythm and Blues). Hun er bedst kendt for hovedrollen i tv-serien Moesha og for sange som "Sittin' up in My Room" og "The Boy Is Mine".

## Karriere
Som 15-årig fik hun en rolle i tv-serien ’Thea’, der indbragte hende stor ros og banede vejen for hendes musikalske karriere. Den startede i 1994, hvor hendes debutalbum placerede sig i toppen af hitlisterne takket være singlehittet ’I Wanna Be Down’.
Et remix af ’I Wanna Be Down’ med gæsteoptrædener af rap-divaerne Queen Latifah, MC Lyte og Yo Yo blev med strategisk snilde placeret som b-side på singlen ’Baby’. Dette stunt lykkedes, og var med til at gøre ’Baby’ til en af de hurtigst sælgende singler nogensinde; noget der var med til at indbringe Brandy flere priser ved det efterfølgende Soul Award Show.
Efter at have lavet et par soundtracknumre, haft hovedrollen i TV-serien ’Moesha’ og spillet med i teenage-gyseren ’I Still Know What You Did Last Summer’ udgav Brandy i 1999 sit andet album 'Never Say Never’. Albummet var en vellykket blanding af dansevenlige numre og bløde toner, hvis skønhed bl.a. blev forløst på Bryan Adams-coveret (Everything I Do) I Do It For You’.
I 2002 slog Brandy for alvor sit navn fast i RnB-eliten med albummet ’Full Moon’. Her kunne man også fornemme en musikalsk udvikling væk fra den til tider lidt for cremede lyd til fordel for en opklippet moderne lyd, der bl.a. hørtes på førstesinglen ’What About Us?’.
Om det var et resultat af ekshibitionisme eller snedig marketing vides ikke, men i 2003 kom Brandy på alles læber, da hun som afløser for ’The Osbournes’ indvilgede i at lade MTV filme fødslen af sit første barn.
Senest har Brandy udgivet albummet 'Afrodisiac' i 2004, der bød på meget vellykkede samarbejder med Kanye West og Timbaland.
Den 30. december 2006 var hun involveret i en bilulykke, hvor en blev dræbt. Brandy nåede ikke at stoppe sin bil, da trafikken pludselig standsede, og hun kørte derfor ind i en forankørende bil, som derved blev skubbet over i den modsatte vejbane, hvor den blev torpederet af en modkørende. Uheldet var en mindre forseelse, men Brandy risikerede alligevel et år i fængsel og blev sagsøgt af offerets familie for 50 millioner dollar.

## Diskografi

### Album
- 1994: Brandy
- 1998: Never Say Never
- 2002: Full Moon
- 2004: Afrodisiac
- 2008: Human